# Liste des comtes de Porcien
La première mention du « pagus portuensis » (comté de Porcien ou Porcéan, en Champagne) remonte au VIIIe siècle. Il s'agissait d'un comté carolingien puissant situé dans les Ardennes. Les comtes qui en ont la charge sont fidèles à la dynastie carolingienne en place.
La récurrence du prénom de Roger dans cette famille laisse penser qu'ils seraient apparentés aux comtes de Laon.

## Histoire
Lors du Traité de Verdun en 843, le pagus portuensis est cédé à Charles le Chauve. Il devient dès lors un comté-frontière. Le Porcien et ses comtes endossent, de fait, le rôle de défenseurs du royaume contre le puissant voisin Lotharingien et surtout Germanique. Au XIIIe siècle, le comté appartient à la maison de Châtillon. Les principales places fortes se trouvaient à Rethel et Château-Porcien.

## Famille de Porcien
- Étienne de Porcien (mort après 956)
- Roger de Porcien (mort après 1053)
- Manassès de Porcien (cité en 1056)[réf. nécessaire]
- Renaud de Porcien cité en 1050 dans une donation à l'abbaye de Château-Porcien
- Roger de Porcien (mort après 1087), fils du précédent.
- Sibylle de Porcien, fille du précédent. Elle épousa en 1087 Godefroi Ier de Namur, comte de Porcien (après 1087 - 1097[1] - 1102).

## Famille de Grandpré
- 1120-1165 : Henri Ier de Grandpré
- 1165-1185 : Geoffroy Ier de Grandpré
- 1185-1196 : Geoffroy II de Grandpré
- 1196-1218 : Raoul de Grandpré, son fils Gui de Château-Porcien (mort en 1250) fut évêque de Soissons
- 1218-1248 : Geoffroy III de Grandpré
- 1248-1257 : Isabelle de Grandpré, avec son époux Gilles de Rozoy

## Maison de Blois
- 1268-1270 : Thibaud V de Champagne, roi de Navarre sous le nom de Thibaut II
- 1270-1274 : Henri III de Champagne, frère du précédent, roi de Navarre sous le nom de Henri Ier ;
- 1274-1285 : Jeanne Ire, fille du précédent, comtesse de Champagne, reine de Navarre (1274-1305) et reine de France (1285-1305)
- 1285-1303 : Philippe IV le Bel, époux de la précédente, roi de France (1285-1314), comte de Champagne et roi de Navarre

## Maison de Châtillon
- 1303-1329 : Gaucher V de Châtillon (1248-1329), connétable de France
  - Gaucher VI de Châtillon (?-1325), fils du précédent, seigneur du Tours et de Sompuis, titré comte de Porcéan du vivant de son père
- 1329-1342 : Gaucher VII de Châtillon (?-1342), fils du précédent,
- 1342-1391 : Jean Ier de Châtillon, fils du précédent,
- 1391-1395 : Jean II de Châtillon, fils du précédent. Il vend le comté en 1395 à la maison de Valois-Orléans (deuxième maison d'Orléans)

## Maison de Valois-Orléans
- Louis Ier, duc d'Orléans et comte de Valois, fils du roi Charles V de France
- 1427-1430 : Jean de Dunois, fils bâtard du précédent, comte de Porcéan (29 mars 1427-14 décembre 1430),
- Charles Ier d'Orléans, fils de Louis Ier, (1394-1465), duc d'Orléans, vend le comté à la maison de Croÿ.

## Maison de Croÿ
- Antoine Ier de Croÿ (?-1475), achète le Porcien en 1438 ;
- Philippe Ier de Croÿ (?-1511), fils du précédent, seigneur d'Aarschot, comte de Porcien,
- Henri de Croÿ (1456-1514), fils du précédent, seigneur d'Arschot, comte de Porcien,
- Charles de Croÿ (?-après 1541), fils du précédent, comte de Porcien et de Seninghem, seigneur d'Araines, seigneur de Bar-sur-Aube (1526), seigneur de Montcornet,
- Antoine III de Croÿ (?-1567), fils du précédent, marquis de Reynel, comte puis prince de Porcéan (Château-Porcien, 4 juin 1561), comte d'Eu, seigneur de Montcornet, pair de France (1566)
- Philippe III de Croÿ (?-1595), cousin du précédent, 3e duc d'Aerschot (1551), 4e prince de Chimay (1551-1595), hérite du Porcien en 1567
- Charles III de Croÿ (?-1612), 4e duc d'Aerschot (1595), 5e prince de Chimay (1595-1612)

## Prince de Porcien
En 1561, le Porcien est érigé en principauté pour la Maison de Croÿ : le titre fut transmis (avec celui de duc d'Aerschot) à la maison d'Arenberg.
En 1608, le Porcien est vendu à Charles Ier de Mantoue, duc de Nevers et de Rethel et passe en 1608 dans la Maison de Gonzague, en 1659 au cardinal Mazarin, en 1661 dans la famille de La Porte de La Meilleraye, en 1738 dans la Maison de Durfort puis en 1781 dans la Maison d'Aumont de Rochebaron.
Titre éteint en 1826 avec la 11e princesse Louise-Félicité d'Aumont de Rochebaron (1759-1826), aussi duchesse de Rethel-Mazarin.
Ce titre fut relevé en 1826 par la Maison Grimaldi, souverains de Monaco et est toujours porté de nos jours par l'actuel souverain.